# Phorinia
Phorinia is een geslacht van vliegen (Brachycera) uit de familie van de sluipvliegen (Tachinidae). De wetenschappelijke naam van het geslacht is in 1830 voor het eerst geldig gepubliceerd door Jean-Baptiste Robineau-Desvoidy.
De naam Phorinia komt met name in databestanden ook wel voor als de naam voor een geslacht van veldsprinkhanen. De auteur van die naam, Ignacio Bolívar y Urrutia, had echter al snel door dat hij een junior homoniem had gecreëerd, en verbeterde die naam nog in dezelfde publicatie als waarin de protoloog verscheen in Pholinia.

## Soorten
- Phorinia aurifrons Robineau-Desvoidy, 1830
- Phorinia bifurcata Tachi & Shima, 2006
- Phorinia breviata Tachi & Shima, 2006
- Phorinia convexa Tachi & Shima, 2006
- Phorinia denticulata Tachi & Shima, 2006
- Phorinia flava Tachi & Shima, 2006
- Phorinia minuta Tachi & Shima, 2006
- Phorinia pruinovitta Chao & Liu, 1986
- Phorinia spinulosa Tachi & Shima, 2006